# 沙門
沙門（梵文： śramaṇa；巴利語： samaṇa），又譯為桑門、喪門、娑門、沙門那、沙迦懣曩、室摩那弩、舍羅摩弩，意譯為道士、道人、贫道等，意為「勤息」、「止息」等意，原為古印度宗教名詞，泛指所有出家，修行苦行、禁慾，以乞食為生的宗教人士，後為佛教所沿用，成為佛教男性出家眾（比丘）的代名詞，在漢傳佛教中，意義略同於和尚。

## 起源

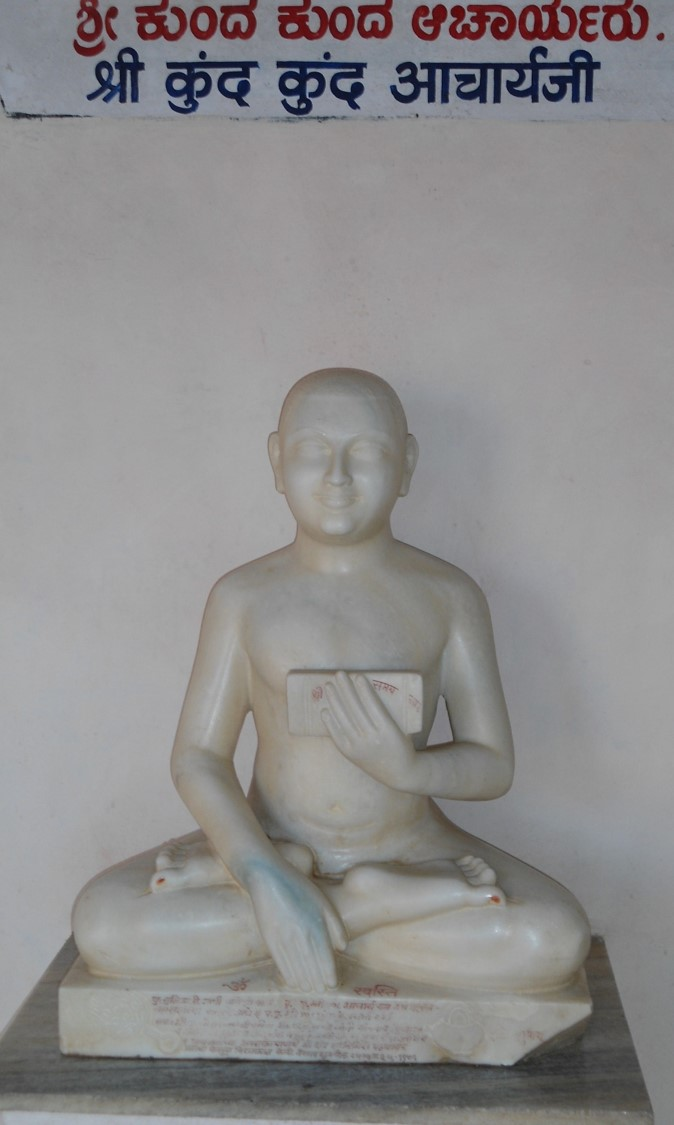
耆那教沙門

沙門原義為能捨離世間貪愛、斷除停止種種不善之惡法、已滅除種種有漏的染污的法。
印度吠陀時代晚期，婆羅門教因過度世俗化，權威受到挑戰，印度誕生了數個反對婆羅門特權、關心人民福祉的新興教派，普遍存在出家求道為沙門的傳統，此一思想潮流稱爲“沙門思潮”，此一時期稱爲“沙門時期”，印度諸宗教皆以沙門作為出家修道者的代稱。佛教也是印度沙门的其中一个教，其他还有耆那教、印度苦行僧等皆是沙门。沙门诸教不承認後期婆羅門所提出祭祀升天的說法，而是相信原來的輪迴。如之，沙門不再接受婆羅門的思想，並對其思想提出新的解釋，佛教、耆那教等都屬於此一系統。
沙門后来成為佛教男性出家眾、比丘的代名詞，指能夠脫離煩熱苦報，生、老、病、死的因，能解脫生死的苦的人，也就是能證沙門果的人，才能真正算得上是真正的沙門，佛陀稱作是實行沙門。沙門的意義不同於和尚，佛教传入中国時称僧侣为道士、道人。后来由於北魏太武滅佛才改稱道教神职人员，如祭酒、鬼卒之名为道士。但在当时还並未太流行，南朝陆修静将道教授第一次所录的神职人员为“散气道士”，隋唐道教神职人员统称为道士，但是佛教沙門们还是自称为贫道，差不多到了宋朝才多自稱为贫僧。

## 佛教中的沙門

### 佛對出家沙門的說法
- 在《中阿含經》中所謂的「沙門」是指能證解脫者，但因為也有人在佛教之中出家，雖有佛教出家的外表裝扮，但內心及言行不能真正符合沙門的所思所想所做，所以不能稱作真正實義的沙門。
- 在《佛說大迦葉問大寶積正法經》中有提到四種沙門：

1. 行色相沙門：如果有出家人剃髮的模樣，但身口意行卻都不清淨，徒具沙門形相而無實質，稱作行色相沙門[5]
2. 密行虛誑沙門：也有人在佛教之中出家，雖然表面裝出很有威儀的樣子，來蒙騙賺取世間人的尊敬，但事實上心中卻貪愛世間法、執著人我的表相，對於解脫道所說世間一切法無常、苦、空的道理，不能信受，不能親證，所以不喜愛也不願離開世間的種種法。這種人就稱為密行虛誑沙門[6]
3. 求名聞稱讚沙門：貪求名聲而外表像是有持戒的人，希望因此得到他人的讚嘆。[7]
4. 實行沙門：不求名聞利養、能證解脫果。[8]

### 《瑜伽師地論》中的沙門分類
1. 勝道沙門[9][10]
2. 論道沙門[9][10]
3. 命道沙門[9]（說道沙門[10]）
4. 污道沙門[9]（壞道沙門[10]）